# Turneul de tenis de la Cincinnati
Turneul de tenis de la Cincinnati, de asemenea cunosut ca Cincinnati Open,  Cincinnati Masters, este un turneu anual de tenis în aer liber care se joacă pe terenuri cu suprafață dură la Mason, aproape de Cincinnati, Ohio. Evenimentul a început la 18 septembrie 1899 și este cel mai vechi turneu de tenis din Statele Unite disputat în orașul său original. Turneul este al doilea eveniment de tenis ca mărime din SUA după US Open, probele masculine făcând parte din turneele Masters 1000 din circuitul ATP, iar probele feminine din WTA 1000 din circuitul WTA.

## Distribuția punctelor
| Probă           | C    | F   | SF  | QF  | R16 | R32 | R64 | R128 | Q   | Q2  | Q1  |
| Simplu masculin | 1000 | 600 | 360 | 180 | 90  | 45  | 25* | 10   | 16  | 8   | 0   |
| Dublu masculin  | 1000 | 600 | 360 | 180 | 90  | 0   | N/A | N/A  | N/A | N/A | N/A |
| Simplu feminin  | 1000 | 650 | 390 | 215 | 120 | 65  | 35* | 10   | 30  | 20  | 2   |
| Dublu feminin   | 1000 | 650 | 390 | 215 | 120 | 10  | N/A | N/A  | N/A | N/A | N/A |

## Rezultate

### Simplu masculin
| An           | Campion                                                    | Finalist                                                   | Scor                                                       |
| ------------ | ---------------------------------------------------------- | ---------------------------------------------------------- | ---------------------------------------------------------- |
| 1899         | Nat Emerson                                                | Dudley Sutphin                                             | 8–6, 6–1, 10–8                                             |
| 1900         | Raymond D. Little                                          | Nat Emerson                                                | 6–2 6–4 6–2                                                |
| 1901         | Raymond D. Little (2)                                      | Kreigh Collins                                             | 2–6, 8–6, 6–4, 7–5                                         |
| 1902         | Raymond D. Little (3)                                      | Kreigh Collins                                             | 3–6, 6–8, 6–4, 6–1, 6–2                                    |
| 1903         | Kreigh Collins                                             | Raymond D. Little                                          | 11–9, 4–6, 6–1, 3–6, 6–4                                   |
| 1904         | Beals Wright                                               | L. Harry Waidner                                           | 7–5, 6–0, 6–3                                              |
| 1905         | Beals Wright (2)                                           | Kreigh Collins                                             | 6–3, 7–5, 4–6, 7–9, 6–3                                    |
| 1906         | Beals Wright (3)                                           | Robert LeRoy                                               | 6–4, 6–4, 4–6, 4–6, 6–2                                    |
| 1907         | Robert LeRoy                                               | Robert Chauncey Seaver                                     | 8–6, 6–8, 6–2, 6–0                                         |
| 1908         | Robert LeRoy (2)                                           | Nat Emerson                                                | 6–0, 7–5, 6–4                                              |
| 1909         | Robert LeRoy (3)                                           | Nat Emerson                                                | 6–3, 3–6, 6–0, 1–6, 6–3                                    |
| 1910         | Richard H. Palmer                                          | Wallace F. Johnson                                         | 11–9, 6–3, 6–4                                             |
| 1911         | Richard H. Palmer (2)                                      | Richard Bishop                                             | 14–12, 6–4, 8–6                                            |
| 1912         | Gus Touchard                                               | Richard H. Palmer                                          | 6–1, 6–2, 7–5                                              |
| 1913         | William S. McEllroy                                        | Gus Touchard                                               | (abandon)                                                  |
| 1914         | William S. McEllroy (2)                                    | William Hoag                                               | 6–4, 1–6, 6–4, 6–2                                         |
| 1915         | Clarence Griffin                                           | William S. McEllroy                                        | 6–4, 6–3, 6–3                                              |
| 1916         | William Johnston                                           | Clarence Griffin                                           | (abandon)                                                  |
| 1917         | Fritz Bastian                                              | John G. MacKay                                             | 4–6, 6–4, 6–1, 6–2                                         |
| 1918         | Turneul a fost suspendat din cauza Primului Război Mondial | Turneul a fost suspendat din cauza Primului Război Mondial | Turneul a fost suspendat din cauza Primului Război Mondial |
| 1919         | Fritz Bastian (2)                                          | John Hennessey                                             | 2–6, 6–4, 6–1, 6–4                                         |
| 1920         | John Hennessey                                             | Walter Wesbrook                                            | 8–10, 6–3, 6–3, 6–4                                        |
| 1921         | Turneul a fost suspendat                                   | Turneul a fost suspendat                                   | Turneul a fost suspendat                                   |
| 1922         | Louis Kuhler                                               | Edwin Haupt                                                | 6–3, 6–1, 6–1                                              |
| 1923         | Louis Kuhler (2)                                           | Paul Kunkel                                                | 6–3, 6–3, 6–2                                              |
| 1924         | George Lott                                                | Paul Kunkel                                                | 2–6, 13–11, 6–4, 6–3                                       |
| 1925         | George Lott (2)                                            | Julius Sagalowsky                                          | 6–3, 7–5, 6–1                                              |
| 1926         | William Tilden                                             | George Lott                                                | 4–6, 6–3, 7–9, 6–4, 6–3                                    |
| 1927         | George Lott (3)                                            | Emmett Paré                                                | 6–4, 6–4, 6–2                                              |
| 1928         | Emmett Paré                                                | Harris Coggeshall                                          | 2–6, 6–1, 6–4, 6–4                                         |
| 1929         | Herbert Bowman                                             | Julius Seligson                                            | 2–6, 6–4, 6–4, 6–1                                         |
| 1930         | Frank Shields                                              | Emmett Paré                                                | 6–2, 6–4, 3–6, 2–6, 6–1                                    |
| 1931         | Cliff Sutter                                               | Bruce Barnes                                               | 6–3, 6–2, 3–6, 6–3                                         |
| 1932         | George Lott (4)                                            | Frank Parker                                               | 5–7, 6–2, 4–6, 6–0, 6–3                                    |
| 1933         | Bryan Grant                                                | Frank Parker                                               | 11–9, 6–2, 1–6, 7–5                                        |
| 1934         | Henry Prusoff                                              | Arthur Hendrix                                             | 6–3, 6–2, 4–6, 6–4                                         |
| 1935         | Turneul a fost suspendat din cauza Marii crize economice   | Turneul a fost suspendat din cauza Marii crize economice   | Turneul a fost suspendat din cauza Marii crize economice   |
| 1936         | Bobby Riggs                                                | Charles Harris                                             | 6–1, 6–3, 6–1                                              |
| 1937         | Bobby Riggs (2)                                            | John McDiarmid                                             | 6–3, 6–3, 4–6, 6–3                                         |
| 1938         | Bobby Riggs (3)                                            | Frank Parker                                               | 6–1, 7–5, 6–3                                              |
| 1939         | Bryan Grant (2)                                            | Frank Parker                                               | 4–6, 6–3, 6–1, 2–6, 6–4                                    |
| 1940         | Bobby Riggs (4)                                            | Arthur Marx                                                | 11–9, 6–2, 4–6, 6–8, 6–1                                   |
| 1941         | Frank Parker                                               | William Talbert                                            | 6–2, 6–2, 6–4                                              |
| 1942         | Pancho Segura                                              | William Talbert                                            | 1–6, 6–2, 6–4, 12–10                                       |
| 1943         | William Talbert                                            | Seymour Greenberg                                          | 6–1, 6–2, 6–3                                              |
| 1944         | Pancho Segura (2)                                          | William Talbert                                            | 9–11, 6–2, 7–5, 2–6, 7–5                                   |
| 1945         | William Talbert (2)                                        | Elwood Cooke                                               | 6–2, 7–9, 6–2                                              |
| 1946         | Nick Carter                                                | George Richards                                            | 6–1, 6–1                                                   |
| 1947         | William Talbert (3)                                        | George Pero                                                | 6–1, 6–0, 6–0                                              |
| 1948         | Herbert Behrens                                            | Irvin Dorfman                                              | 7–5, 11–9, 2–6, 6–8, 6–4                                   |
| 1949         | James Brink                                                | Arnold Saul                                                | 6–4, 6–8, 6–4, 6–0                                         |
| 1950         | Glenn Bassett                                              | Hamilton Richardson                                        | 6–2, 4–6, 6–1, 6–1                                         |
| 1951         | Tony Trabert                                               | William Talbert                                            | 5–7, 4–6, 6–4, 6–3, 6–4                                    |
| 1952         | Noel Brown                                                 | Fred Hagist                                                | 6–4, 0–6, 2–0 (ret.)                                       |
| 1953         | Tony Trabert (2)                                           | Hamilton Richardson                                        | 10–8, 6–3, 6–4                                             |
| 1954         | Straight Clark                                             | Sam Giammalva                                              | 8–6, 6–1, 6–1                                              |
| 1955         | Bernard Bartzen                                            | Tony Trabert                                               | 7–9, 11–9, 6–4                                             |
| 1956         | Edward Moylan                                              | Bernard Bartzen                                            | 6–0, 6–3, 6–3                                              |
| 1957         | Bernard Bartzen (2)                                        | Grant Golden                                               | 6–4, 7–5, 6–4                                              |
| 1958         | Bernard Bartzen (3)                                        | Sam Giammalva                                              | 7–5, 6–3, 6–2                                              |
| 1959         | Whitney Reed                                               | Donald Dell                                                | 1–6, 7–5, 6–3, 6–3                                         |
| 1960         | Miguel Olvera                                              | Crawford Henry                                             | 4–6, 9–7, 6–4                                              |
| 1961         | Allen Fox                                                  | Billy Lenoir                                               | 3–6, 8–6, 6–2, 6–1                                         |
| 1962         | Marty Riessen                                              | Allen Fox                                                  | 1–6, 6–2, 6–2, 6–3                                         |
| 1963         | Marty Riessen (2)                                          | Herbert Fitzgibbon                                         | 6–1, 6–3, 7–5                                              |
| 1964         | Herb Fitzgibbon                                            | Robert Brien                                               | 6–1, 6–3, 6–1                                              |
| 1965         | Billy Lenoir                                               | Herbert Fitzgibbon                                         | 1–6, 6–3, 6–3, 9–7                                         |
| 1966         | David Power                                                | William Harris                                             | 7–5, 3–6, 0–6, 6–1, 6–2                                    |
| 1967         | Joaquin Loyo-Mayo                                          | Jaime Fillol                                               | 8–6, 6–1                                                   |
| ↓ Open Era ↓ |                                                            |                                                            |                                                            |
| 1968         | William Harris                                             | Tom Gorman                                                 | 3–6, 6–2, 6–2                                              |
| 1969         | Cliff Richey                                               | Allan Stone                                                | 6–1, 6–2                                                   |
| 1970         | Ken Rosewall                                               | Cliff Richey                                               | 7–9, 9–7, 8–6                                              |
| 1971         | Stan Smith                                                 | Juan Gisbert Sr                                            | 7–6, 6–3                                                   |
| 1972         | Jimmy Connors                                              | Guillermo Vilas                                            | 6–3, 6–3                                                   |
| 1973         | Ilie Năstase                                               | Manuel Orantes                                             | 5–7, 6–3, 6–4                                              |
| 1974         | Marty Riessen (3)                                          | Robert Lutz                                                | 7–6, 7–6                                                   |
| 1975         | Tom Gorman                                                 | Sherwood Stewart                                           | 7–5, 2–6, 6–4                                              |
| 1976         | Roscoe Tanner                                              | Eddie Dibbs                                                | 7–6, 6–3                                                   |
| 1977         | Harold Solomon                                             | Mark Cox                                                   | 6–2, 6–3                                                   |
| 1978         | Eddie Dibbs                                                | Raúl Ramírez                                               | 5–7, 6–3, 6–2                                              |
| 1979         | Peter Fleming                                              | Roscoe Tanner                                              | 6–4, 6–2                                                   |
| 1980         | Harold Solomon (2)                                         | Francisco González                                         | 7–6, 6–3                                                   |
| 1981         | John McEnroe                                               | Chris Lewis                                                | 6–3, 6–4                                                   |
| 1982         | Ivan Lendl                                                 | Steve Denton                                               | 6–2, 7–6                                                   |
| 1983         | Mats Wilander                                              | John McEnroe                                               | 6–4, 6–4                                                   |
| 1984         | Mats Wilander (2)                                          | Anders Järryd                                              | 7–6, 6–3                                                   |
| 1985         | Boris Becker                                               | Mats Wilander                                              | 6–4, 6–2                                                   |
| 1986         | Mats Wilander (3)                                          | Jimmy Connors                                              | 6–4, 6–1                                                   |
| 1987         | Stefan Edberg                                              | Boris Becker                                               | 6–4, 6–1                                                   |
| 1988         | Mats Wilander (4)                                          | Stefan Edberg                                              | 3–6, 7–6(7–5), 7–6(7–5)                                    |
| 1989         | Brad Gilbert                                               | Stefan Edberg                                              | 6–4, 2–6, 7–6(7–5)                                         |
| 1990         | Stefan Edberg (2)                                          | Brad Gilbert                                               | 6–1, 6–1                                                   |
| 1991         | Guy Forget                                                 | Pete Sampras                                               | 2–6, 7–6(7–4), 6–4                                         |
| 1992         | Pete Sampras                                               | Ivan Lendl                                                 | 6–3, 3–6, 6–3                                              |
| 1993         | Michael Chang                                              | Stefan Edberg                                              | 7–5, 0–6, 6–4                                              |
| 1994         | Michael Chang (2)                                          | Stefan Edberg                                              | 6–2, 7–5                                                   |
| 1995         | Andre Agassi                                               | Michael Chang                                              | 7–5, 6–2                                                   |
| 1996         | Andre Agassi (2)                                           | Michael Chang                                              | 7–6(7–4), 6–4                                              |
| 1997         | Pete Sampras (2)                                           | Thomas Muster                                              | 6–3, 6–4                                                   |
| 1998         | Patrick Rafter                                             | Pete Sampras                                               | 1–6, 7–6(7–2), 6–4                                         |
| 1999         | Pete Sampras (3)                                           | Patrick Rafter                                             | 7–6(9–7), 6–3                                              |
| 2000         | Thomas Enqvist                                             | Tim Henman                                                 | 7–6(7–5), 6–4                                              |
| 2001         | Gustavo Kuerten                                            | Patrick Rafter                                             | 6–1, 6–3                                                   |
| 2002         | Carlos Moyá                                                | Lleyton Hewitt                                             | 7–5, 7–6(7–5)                                              |
| 2003         | Andy Roddick                                               | Mardy Fish                                                 | 4–6, 7–6(7–3), 7–6(7–4)                                    |
| 2004         | Andre Agassi (3)                                           | Lleyton Hewitt                                             | 6–3, 3–6, 6–2                                              |
| 2005         | Roger Federer                                              | Andy Roddick                                               | 6–3, 7–5                                                   |
| 2006         | Andy Roddick (2)                                           | Juan Carlos Ferrero                                        | 6–3, 6–4                                                   |
| 2007         | Roger Federer (2)                                          | James Blake                                                | 6–1, 6–4                                                   |
| 2008         | Andy Murray                                                | Novak Đoković                                              | 7–6(7–4), 7–6(7–5)                                         |
| 2009         | Roger Federer (3)                                          | Novak Đoković                                              | 6–1, 7–5                                                   |
| 2010         | Roger Federer (4)                                          | Mardy Fish                                                 | 6–7(5–7), 7–6(7–1), 6–4                                    |
| 2011         | Andy Murray (2)                                            | Novak Đoković                                              | 6–4, 3–0 (ret.)                                            |
| 2012         | Roger Federer (5)                                          | Novak Đoković                                              | 6–0, 7–6(9–7)                                              |
| 2013         | Rafael Nadal                                               | John Isner                                                 | 7–6(10–8), 7–6(7–3)                                        |
| 2014         | Roger Federer (6)                                          | David Ferrer                                               | 6–3, 1–6, 6–2                                              |
| 2015         | Roger Federer (7)                                          | Novak Đoković                                              | 7–6(7–1), 6–3                                              |
| 2016         | Marin Čilić                                                | Andy Murray                                                | 6–4, 7–5                                                   |
| 2017         | Grigor Dimitrov                                            | Nick Kyrgios                                               | 6–3, 7–5                                                   |
| 2018         | Novak Đoković                                              | Roger Federer                                              | 6–4, 6–4                                                   |
| 2019         | Daniil Medvedev                                            | David Goffin                                               | 7–6(7–3), 6–4                                              |
| 2020         | Novak Đoković (2)                                          | Milos Raonic                                               | 1–6, 6–3, 6–4                                              |
| 2021         | Alexander Zverev                                           | Andrei Rubliov                                             | 6–2, 6–3                                                   |
| 2022         | Borna Ćorić                                                | Stefanos Tsitsipas                                         | 7–6(7–0) , 6–2                                             |
| 2023         | Novak Djokovic (3)                                         | Carlos Alcaraz                                             | 5–7, 7–6(9–7), 7–6(6–4)                                    |
| 2024         | Jannik Sinner                                              | Frances Tiafoe                                             | 7–6(7–4), 6–2                                              |
| 2025         | Carlos Alcaraz                                             | Jannik Sinner                                              | 5–0 ret.                                                   |

1. ↑  Ediția masculină din 1979, deși denumită Campionatul ATP 1979 nu a fost un turneu din seria Grand Prix și nu a oferit puncte pentru clasamentul ATP deoarece a avut loc în aceeași perioadă Cu U.S. Pro Tennis Championships din Boston.

### Simplu feminin
| An                     | Campioană                                                  | Finalistă                                                  | Scor                                                       |
| ---------------------- | ---------------------------------------------------------- | ---------------------------------------------------------- | ---------------------------------------------------------- |
| 1899                   | Myrtle McAteer                                             | Juliette Atkinson                                          | 7–5, 6–1, 4–6, 8–6                                         |
| 1900                   | Myrtle McAteer (2)                                         | Maud Banks                                                 | 6–4, 6–8, 6–2, 6–3                                         |
| 1901                   | Winona Closterman                                          | Juliette Atkinson                                          | 6–2, 8–6, 6–1                                              |
| 1902                   | Maud Banks                                                 | Winona Closterman                                          | 6–2, 6–1                                                   |
| 1903                   | Winona Closterman (2)                                      | Myrtle McAteer                                             | 6–1, 5–7, 6–4                                              |
| 1904                   | Myrtle McAteer (3)                                         | Winona Closterman                                          | 7–5, 6–3                                                   |
| 1905                   | May Sutton                                                 | Myrtle McAteer                                             | 6–0, 6–0                                                   |
| 1906                   | May Sutton (2)                                             | Florence Sutton                                            | 7–5, 6–2                                                   |
| 1907                   | May Sutton (3)                                             | Martha Kinsey                                              | 6–1, 6–1                                                   |
| 1908                   | Martha Kinsey                                              | Marjorie Dodd                                              | 4–6, 8–6, 6–2                                              |
| 1909                   | Edith Hannam                                               | Martha Kinsey                                              | 6–3, 6–1                                                   |
| 1910                   | Miriam Steever                                             | Rhea Fairbairn                                             | 4–6, 8–6, 6–0                                              |
| 1911                   | Marjorie Dodd                                              | Helen McLaughlin                                           | 6–0, 6–2                                                   |
| 1912                   | Marjorie Dodd (2)                                          | May Sutton                                                 | (abandon)                                                  |
| 1913                   | Ruth Sanders                                               | Marjorie Dodd                                              | 6–2, 6–3                                                   |
| 1914                   | Ruth Sanders (2)                                           | Katharine Brown                                            | 7–5, 5–7, 6–2                                              |
| 1915                   | Molla Bjurstedt                                            | Ruth Sanders                                               | 6–0, 6–4                                                   |
| 1916                   | Martha Guthrie                                             | Marguerite Davis                                           | 6–2, 2–6, 6–1                                              |
| 1917                   | Katharine Brown                                            | Mrs. Willis Adams                                          | 7–5, 0–6, 6–4                                              |
| 1918                   | Turneul a fost suspendat din cauza Primului Război Mondial | Turneul a fost suspendat din cauza Primului Război Mondial | Turneul a fost suspendat din cauza Primului Război Mondial |
| 1919                   | Nu s-a ținut                                               | Nu s-a ținut                                               | Nu s-a ținut                                               |
| 1920                   | Ruth Sanders Cordes (3)                                    | Ruth King                                                  | 6–1, 6–0                                                   |
| 1921                   | Turneul a fost suspendat                                   | Turneul a fost suspendat                                   | Turneul a fost suspendat                                   |
| 1922                   | Ruth Sanders Cordes (4)                                    | Olga Strashun                                              | 6–3, 6–4                                                   |
| 1923                   | Ruth Sanders Cordes (5)                                    | Clara Louise Zinke                                         | 6–0, 7–5                                                   |
| 1924                   | Olga Strashun                                              | Clara Louise Zinke                                         | 6–4, 6–2                                                   |
| 1925                   | Marian Leighton                                            | Clara Louise Zinke                                         | 6–3, 6–2                                                   |
| 1926                   | Clara Louise Zinke                                         | Olga Strashun Weil                                         | 6–2, 6–2                                                   |
| 1927                   | Clara Louise Zinke (2)                                     | Marian Leighton                                            | 6–4, 4–6, 4–1 (ret.)                                       |
| 1928                   | Marjorie Gladman                                           | Clara Louise Zinke                                         | 6–4, 6–4                                                   |
| 1929                   | Clara Louise Zinke (3)                                     | Ruth Riese                                                 | 6–2, 6–3                                                   |
| 1930                   | Clara Louise Zinke (4)                                     | Ruth Riese                                                 | 6–2, 6–4                                                   |
| 1931                   | Clara Louise Zinke (5)                                     | Ruth Riese                                                 | 6–1, 6–1                                                   |
| 1932                   | Dorothy Weisel Hack                                        | Clara Louise Zinke                                         | 6–1, 6–0                                                   |
| 1933                   | Muriel Adams                                               | Helen Fulton                                               | 6–4, 6–4                                                   |
| 1934                   | Gracyn Wheeler                                             | Esther Bartosh                                             | (abandon)                                                  |
| 1935                   | Turneul a fost suspendat din cauza Marii crize economice   | Turneul a fost suspendat din cauza Marii crize economice   | Turneul a fost suspendat din cauza Marii crize economice   |
| 1936                   | Lila Porter                                                | Virginia Hollinger                                         | 6–4, 6–3                                                   |
| 1937                   | Virginia Hollinger                                         | Monica Nolan                                               | 6–3, 6–2                                                   |
| 1938                   | Virginia Hollinger (2)                                     | Margaret Jessee                                            | 8–6, 1–6, 6–0                                              |
| 1939                   | Catherine Wolf                                             | Virginia Hollinger                                         | 6–2, 6–3                                                   |
| 1940                   | Alice Marble                                               | Gracyn Wheeler                                             | 6–3, 6–4                                                   |
| 1941                   | Pauline Betz                                               | Mary Arnold                                                | 6–4, 6–3                                                   |
| 1942                   | Catherine Wolf (2)                                         | Monica Nolan                                               | 6–4, 6–1                                                   |
| 1943                   | Pauline Betz (2)                                           | Catherine Wolf                                             | 6–0, 6–2                                                   |
| 1944                   | Dorothy Cheney                                             | Pauline Betz                                               | 7–5, 6–4                                                   |
| 1945                   | Pauline Betz (3)                                           | Dorothy Cheney                                             | 6–2, 6–0                                                   |
| 1946                   | Virginia Kovacs                                            | Shirley Fry                                                | 6–4, 6–1                                                   |
| 1947                   | Betty Rosenquest                                           | Betty Hulbert James                                        | 9–7, 6–2                                                   |
| 1948                   | Dorothy Head Knode                                         | Mercedes Madden Lewis                                      | 6–4, 6–4                                                   |
| 1949                   | Magda Rurac                                                | Beverly Baker Fleitz                                       | 6–4, 2–6, 6–0                                              |
| 1950                   | Beverly Baker Fleitz                                       | Magda Rurac                                                | 5–7, 6–3, 9–7                                              |
| 1951                   | Pat Canning Todd                                           | Magda Rurac                                                | 6–3, 6–4                                                   |
| 1952                   | Anita Kanter                                               | Doris Popple                                               | 6–0, 6–1                                                   |
| 1953                   | Thelma Coyne Long                                          | Anita Kanter                                               | 7–5, 6–2                                                   |
| 1954                   | Lois Felix                                                 | Ethel Norton                                               | 6–1, 6–3                                                   |
| 1955                   | Mimi Arnold                                                | Barbara Breit                                              | 6–4, 6–3                                                   |
| 1956                   | Yola Ramírez                                               | Mary Ann Mitchell                                          | 7–5, 6–1                                                   |
| 1957                   | Lois Felix (2)                                             | Pat Naud                                                   | 7–5, 2–6, 7–5                                              |
| 1958                   | Gwyn Thomas                                                | Martha Hernandez                                           | 6–1, 6–2                                                   |
| 1959                   | Donna Floyd                                                | Carol Hanks                                                | 5–7, 6–2, 6–4                                              |
| 1960                   | Carol Hanks                                                | Farel Footman                                              | 6–2, 4–6, 6–3                                              |
| 1961                   | Peachy Kellmeyer                                           | Carole Caldwell Graebner                                   | 3–6, 12–10, 7–5                                            |
| 1962                   | Julie Heldman                                              | Roberta Alison                                             | 6–4, 6–4                                                   |
| 1963                   | Stephanie DeFina                                           | Jane Bartkowicz                                            | 7–5, 6–2                                                   |
| 1964                   | Jean Danilovich                                            | Alice Tym                                                  | 6–1, 6–2                                                   |
| 1965                   | Stephanie DeFina (2)                                       | Roberta Alison                                             | 10–8, 5–7, 6–4                                             |
| 1966                   | Jane Bartkowicz                                            | Peachy Kellmeyer                                           | 6–3, 6–3                                                   |
| 1967                   | Jane Bartkowicz (2)                                        | Patsy Rippy                                                | 6–4, 6–1                                                   |
| 1968                   | Linda Tuero                                                | Tory Fretz                                                 | 6–1, 6–2                                                   |
| 1969                   | Lesley Turner Bowrey                                       | Gail Chanfreau                                             | 1–6, 7–5, 10–10 (ret.)                                     |
| 1970                   | Rosemary Casals                                            | Nancy Richey Gunter                                        | 6–3, 6–3                                                   |
| 1971                   | Virginia Wade                                              | Linda Tuero                                                | 6–3, 6–3                                                   |
| 1972                   | Margaret Court                                             | Evonne Goolagong                                           | 3–6, 6–2, 7–5                                              |
| 1973                   | Evonne Goolagong                                           | Chris Evert                                                | 6–2, 7–5                                                   |
| 1974–1987              | Nu s-a ținut                                               | Nu s-a ținut                                               | Nu s-a ținut                                               |
| 1988                   | Barbara Potter                                             | Helen Kelesi                                               | 6–2, 6–2                                                   |
| 1989–2003              | Nu s-a ținut                                               | Nu s-a ținut                                               | Nu s-a ținut                                               |
| 2004                   | Lindsay Davenport                                          | Vera Zvonariova                                            | 6–3, 6–2                                                   |
| 2005                   | Patty Schnyder                                             | Akiko Morigami                                             | 6–4, 6–0                                                   |
| 2006                   | Vera Zvonariova                                            | Katarina Srebotnik                                         | 6–2, 6–4                                                   |
| 2007                   | Anna Ceakvetadze                                           | Akiko Morigami                                             | 6–1, 6–3                                                   |
| 2008                   | Nadia Petrova                                              | Nathalie Dechy                                             | 6–2, 6–1                                                   |
| ↓ Turneu WTA Premier ↓ |                                                            |                                                            |                                                            |
| 2009                   | Jelena Janković                                            | Dinara Safina                                              | 6–4, 6–2                                                   |
| 2010                   | Kim Clijsters                                              | Maria Șarapova                                             | 2–6, 7–6(7–4), 6–2                                         |
| 2011                   | Maria Șarapova                                             | Jelena Janković                                            | 4–6, 7–6(7–3), 6–3                                         |
| 2012                   | Li Na                                                      | Angelique Kerber                                           | 1–6, 6–3, 6–1                                              |
| 2013                   | Victoria Azarenka                                          | Serena Williams                                            | 2–6, 6–2, 7–6(8–6)                                         |
| 2014                   | Serena Williams                                            | Ana Ivanović                                               | 6–4, 6–1                                                   |
| 2015                   | Serena Williams (2)                                        | Simona Halep                                               | 6–3, 7–6(7–5)                                              |
| 2016                   | Karolína Plíšková                                          | Angelique Kerber                                           | 6–3, 6–1                                                   |
| 2017                   | Garbiñe Muguruza                                           | Simona Halep                                               | 6–1, 6–0                                                   |
| 2018                   | Kiki Bertens                                               | Simona Halep                                               | 2–6, 7–6(8–6), 6–2                                         |
| 2019                   | Madison Keys                                               | Svetlana Kuznețova                                         | 7–5, 7–6(7–5)                                              |
| 2020                   | Victoria Azarenka (2)                                      | Naomi Osaka                                                | abandon                                                    |
| 2021                   | Ashleigh Barty                                             | Jil Teichmann                                              | 6–3, 6–1                                                   |
| 2022                   | Caroline Garcia                                            | Petra Kvitová                                              | 6–2, 6–4                                                   |
| 2023                   | Coco Gauff                                                 | Karolína Muchová                                           | 6–3, 6–4                                                   |
| 2024                   | Arina Sabalenka                                            | Jessica Pegula                                             | 6–3, 7–5                                                   |
| 2025                   | Iga Świątek                                                | Jasmine Paolini                                            | 7–5, 6–4                                                   |

### Dublu masculin (open era)
| An   | Campioni                                 | Finaliști                         | Scor                       |
| ---- | ---------------------------------------- | --------------------------------- | -------------------------- |
| 1968 | Ron Goldman William Brown                | Joaquin Loyo-Mayo Jaime Fillol    | 10–8, 6–3                  |
| 1969 | Bob Lutz Stan Smith                      | Arthur Ashe Charlie Pasarell      | 6–3, 6–4                   |
| 1970 | Ilie Năstase Ion Țiriac                  | Bob Hewitt Frew McMillan          | 6–3, 6–4                   |
| 1971 | Stan Smith (2) Erik van Dillen           | Sandy Mayer Roscoe Tanner         | 6–4, 6–4                   |
| 1972 | Bob Hewitt Frew McMillan                 | Paul Gerken Humphrey Hose         | 7–6, 6–4                   |
| 1973 | John Alexander Phil Dent                 | Brian Gottfried Raúl Ramírez      | 1–6, 7–6, 7–6              |
| 1974 | Dick Dell Sherwood Stewart               | James Delaney John Whitlinger     | 4–6, 7–6, 6–2              |
| 1975 | Phil Dent (2) Cliff Drysdale             | Marcello Lara Joaquin Loyo-Mayo   | 7–6, 6–4                   |
| 1976 | Stan Smith (3) Erik van Dillen (2)       | Eddie Dibbs Harold Solomon        | 6–1, 6–1                   |
| 1977 | John Alexander (2) Phil Dent (3)         | Bob Hewitt Roscoe Tanner          | 6–3, 7–6                   |
| 1978 | Gene Mayer Raúl Ramírez                  | Ismail El Shafei Brian Fairlie    | 6–3, 6–3                   |
| 1979 | Brian Gottfried Ilie Năstase (2)         | Bob Lutz Stan Smith               | 1–6, 6–3, 7–6              |
| 1980 | Bruce Manson Brian Teacher               | Wojtek Fibak Ivan Lendl           | 6–7, 7–5, 6–4              |
| 1981 | John McEnroe Ferdi Taygan                | Bob Lutz Stan Smith               | 7–6, 6–3                   |
| 1982 | Peter Fleming John McEnroe (2)           | Steve Denton Mark Edmondson       | 6–2, 6–3                   |
| 1983 | Victor Amaya Tim Gullikson               | Carlos Kirmayr Cássio Motta       | 6–4, 6–3                   |
| 1984 | Francisco González Matt Mitchell         | Sandy Mayer Balázs Taróczy        | 4–6, 6–3, 7–6              |
| 1985 | Stefan Edberg Anders Järryd              | Joakim Nyström Mats Wilander      | 4–6, 6–2, 6–3              |
| 1986 | Mark Kratzmann Kim Warwick               | Christo Steyn Danie Visser        | 6–3, 6–4                   |
| 1987 | Ken Flach Robert Seguso                  | Steve Denton John Fitzgerald      | 7–5, 6–3                   |
| 1988 | Rick Leach Jim Pugh                      | Jim Grabb Patrick McEnroe         | 6–2, 6–4                   |
| 1989 | Ken Flach (2) Robert Seguso (2)          | Pieter Aldrich Danie Visser       | 6–4, 6–4                   |
| 1990 | Darren Cahill Mark Kratzmann (2)         | Neil Broad Gary Muller            | 7–6, 6–2                   |
| 1991 | Ken Flach (3) Robert Seguso (3)          | Grant Connell Glenn Michibata     | 6–7, 6–4, 7–5              |
| 1992 | Todd Woodbridge Mark Woodforde           | Patrick McEnroe Jonathan Stark    | 6–3, 1–6, 6–3              |
| 1993 | Andre Agassi Petr Korda                  | Stefan Edberg Henrik Holm         | 7–6, 6–4                   |
| 1994 | Alex O'Brien Sandon Stolle               | Wayne Ferreira Mark Kratzmann     | 6–7, 6–3, 6–2              |
| 1995 | Todd Woodbridge (2) Mark Woodforde (2)   | Mark Knowles Daniel Nestor        | 6–2, 3–0 (ret.)            |
| 1996 | Mark Knowles Daniel Nestor               | Sandon Stolle Cyril Suk           | 3–6, 6–3, 6–4              |
| 1997 | Todd Woodbridge (3) Mark Woodforde (3)   | Mark Philippoussis Patrick Rafter | 7–6, 4–6, 6–4              |
| 1998 | Mark Knowles (2) Daniel Nestor (2)       | Olivier Delaître Fabrice Santoro  | 6–1, 2–1 (ret.)            |
| 1999 | Byron Black Jonas Björkman               | Todd Woodbridge Mark Woodforde    | 6–3, 7–6(8–6)              |
| 2000 | Todd Woodbridge (4) Mark Woodforde (4)   | Ellis Ferreira Rick Leach         | 7–6(8–6), 6–4              |
| 2001 | Mahesh Bhupathi Leander Paes             | Martin Damm David Prinosil        | 7–6(7–3), 6–3              |
| 2002 | James Blake Todd Martin                  | Mahesh Bhupathi Max Mirnîi        | 7–5, 6–3                   |
| 2003 | Bob Bryan Mike Bryan                     | Wayne Arthurs Paul Hanley         | 7–5, 7–6(7–5)              |
| 2004 | Mark Knowles (3) Daniel Nestor (3)       | Jonas Björkman Todd Woodbridge    | 6–2, 3–6, 6–3              |
| 2005 | Jonas Björkman (2) Max Mirnîi            | Wayne Black Kevin Ullyett         | 7–6(7–3), 6–2              |
| 2006 | Jonas Björkman (3) Max Mirnîi (2)        | Bob Bryan Mike Bryan              | 3–6, 6–3, [10–7]           |
| 2007 | Jonathan Erlich Andy Ram                 | Bob Bryan Mike Bryan              | 4–6, 6–3, [13–11]          |
| 2008 | Bob Bryan (2) Mike Bryan (2)             | Jonathan Erlich Andy Ram          | 4–6, 7–6(7–2), [10–7]      |
| 2009 | Daniel Nestor (4) Nenad Zimonjić         | Bob Bryan Mike Bryan              | 3–6, 7–6(7–2), [15–13]     |
| 2010 | Bob Bryan (3) Mike Bryan (3)             | Mahesh Bhupathi Max Mirnîi        | 6–3, 6–4                   |
| 2011 | Mahesh Bhupathi (2) Leander Paes (2)     | Michaël Llodra Nenad Zimonjić     | 7–6(7–4), 7–6(7–2)         |
| 2012 | Robert Lindstedt Horia Tecău             | Mahesh Bhupathi Rohan Bopanna     | 6–4, 6–4                   |
| 2013 | Bob Bryan (4) Mike Bryan (4)             | Marcel Granollers Marc López      | 6–4, 4–6, [10–4]           |
| 2014 | Bob Bryan (5) Mike Bryan (5)             | Vasek Pospisil Jack Sock          | 6–3, 6–2                   |
| 2015 | Daniel Nestor (5) Édouard Roger-Vasselin | Marcin Matkowski Nenad Zimonjić   | 6–2, 6–2                   |
| 2016 | Ivan Dodig Marcelo Melo                  | Jean-Julien Rojer Horia Tecău     | 7–6(7–5), 6–7(5–7), [10–6] |
| 2017 | Pierre-Hugues Herbert Nicolas Mahut      | Jamie Murray Bruno Soares         | 7–6(8–6), 6–4              |
| 2018 | Jamie Murray Bruno Soares                | Juan Sebastián Cabal Robert Farah | 4–6, 6–3, [10–6]           |
| 2019 | Ivan Dodig (2) Filip Polášek             | Juan Sebastián Cabal Robert Farah | 4–6, 6–4, [10–6]           |
| 2020 | Pablo Carreño Busta Alex de Minaur       | Jamie Murray Neal Skupski         | 6–2, 7–5                   |
| 2021 | Marcel Granollers Horacio Zeballos       | Steve Johnson Austin Krajicek     | 7–6(7–5), 7–6(7–5)         |
| 2022 | Rajeev Ram Joe Salisbury                 | Tim Pütz Michael Venus            | 7–6(7–4), 7–6(7–5)         |
| 2023 | Máximo González Andrés Molteni           | Jamie Murray Michael Venus        | 3–6, 6–1, [11–9]           |
| 2024 | Marcelo Arévalo Mate Pavić               | Mackenzie McDonald Alex Michelsen | 6–2, 6–4                   |
| 2025 | Nikola Mektić Rajeev Ram                 | Lorenzo Musetti Lorenzo Sonego    | 4–6, 6–3, [10–5]           |

### Dublu feminin (era open)
| An                     | Campioane                             | Finaliste                                          | Scor                  |
| ---------------------- | ------------------------------------- | -------------------------------------------------- | --------------------- |
| 1968                   | Emilie Burrer Linda Tuero             | Peggy Michel Carol Gay                             | 6–2, 6–3              |
| 1969                   | Kerry Harris Valerie Ziegenfuss       | Emilie Burrer Pam Richmond                         | 6–3, 9–7              |
| 1970                   | Rosie Casals Gail Chanfreau           | Helen Gourlay Pat Walkden                          | 12–10, 6–1            |
| 1971                   | Helen Gourlay Kerry Harris (2)        | Gail Chanfreau Winnie Shaw                         | 6–4, 6–4              |
| 1972                   | Margaret Court Evonne Goolagong       | Brenda Kirk Pat Pretorius                          | 6–4, 6–1              |
| 1973                   | Pat Pretorius Ilana Kloss             | Evonne Goolagong Janet Young                       | 7–6, 3–6, 6–2         |
| 1974–1987              | Nu s-a ținut                          | Nu s-a ținut                                       | Nu s-a ținut          |
| 1988                   | Beth Herr Candy Reynolds              | Lindsay Bartlett Helen Kelesi                      | 4–6, 7–6(11–9), 6–1   |
| 1989–2003              | Nu s-a ținut                          | Nu s-a ținut                                       | Nu s-a ținut          |
| 2004                   | Jill Craybas Marlene Weingärtner      | Emmanuelle Gagliardi Anna-Lena Grönefeld           | 7–5, 7–6(7–2)         |
| 2005                   | Laura Granville Abigail Spears        | Květa Peschke María Emilia Salerni                 | 3–6, 6–2, 6–4         |
| 2006                   | Maria Elena Camerin Gisela Dulko      | Marta Domachowska Sania Mirza                      | 6–4, 3–6, 6–2         |
| 2007                   | Bethanie Mattek Sania Mirza           | Alina Jidkova Tatiana Puciak                       | 7–6(7–4), 7–5         |
| 2008                   | Maria Kirilenko Nadia Petrova         | Hsieh Su-wei Iaroslava Șvedova                     | 6–3, 4–6, [10–8]      |
| ↓ Turneu WTA Premier ↓ |                                       |                                                    |                       |
| 2009                   | Cara Black Liezel Huber               | Nuria Llagostera Vives María José Martínez Sánchez | 6–3, 0–6, [10–2]      |
| 2010                   | Victoria Azarenka Maria Kirilenko (2) | Lisa Raymond Rennae Stubbs                         | 7–6(7–4), 7–6(10–8)   |
| 2011                   | Vania King Iaroslava Șvedova          | Natalie Grandin Vladimíra Uhlířová                 | 6–4, 3–6, [11–9]      |
| 2012                   | Andrea Hlaváčková Lucie Hradecká      | Katarina Srebotnik Zheng Jie                       | 6–1, 6–3              |
| 2013                   | Hsieh Su-wei Peng Shuai               | Anna-Lena Grönefeld Květa Peschke                  | 2–6, 6–3, [12–10]     |
| 2014                   | Raquel Kops-Jones Abigail Spears (2)  | Tímea Babos Kristina Mladenovic                    | 6–1, 2–0 (ret.)       |
| 2015                   | Chan Hao-ching Chan Yung-jan          | Casey Dellacqua Iaroslava Șvedova                  | 7–5, 6–4              |
| 2016                   | Sania Mirza (2) Barbora Strýcová      | Martina Hingis Coco Vandeweghe                     | 7–5, 6–4              |
| 2017                   | Chan Yung-jan (2) Martina Hingis      | Hsieh Su-wei Monica Niculescu                      | 4–6, 6–4, [10–7]      |
| 2018                   | Lucie Hradecká (2) Ekaterina Makarova | Elise Mertens Demi Schuurs                         | 6–2, 7–5              |
| 2019                   | Lucie Hradecká (3) Andreja Klepač     | Anna-Lena Grönefeld Demi Schuurs                   | 6–4, 6–1              |
| 2020                   | Květa Peschke Demi Schuurs            | Nicole Melichar Xu Yifan                           | 6–1, 4–6, [10–4]      |
| 2021                   | Samantha Stosur Zhang Shuai           | Gabriela Dabrowski Luisa Stefani                   | 7–5, 6–3              |
| 2022                   | Liudmila Kicenok Jeļena Ostapenko     | Nicole Melichar-Martinez Ellen Perez               | 7–6(7–5), 6–3         |
| 2023                   | Alycia Parks Taylor Townsend          | Nicole Melichar-Martinez Ellen Perez               | 6–7(1–7), 6–4, [10–6] |
| 2024                   | Asia Muhammad Erin Routliffe          | Leylah Fernandez Iulia Putințeva                   | 3–6, 6–1, [10–4]      |
| 2025                   | Gabriela Dabrowski Erin Routliffe     | Guo Hanyu Alexandra Panova                         | 6–4, 6–3              |

## Recorduri

### Simplu masculin
Roger Federer a câștigat cele mai multe titluri la Cincinnati Open, impunându-se de șapte ori, din opt finale jucate. La Cincinnati, în 2018, Novak Đoković a devenit primul jucător care a reușit un Golden Masters (victorii în toate cele nouă turnee din seria Masters). Ulterior, Đoković a câștigat din nou acest turneu, în 2020, reușind un dublu Golden Masters.
| Cele mai multe titluri                   | Roger Federer                        | 7                                  |
| Cele mai multe finale                    | Roger Federer                        | 8                                  |
| Cele mai multe titluri consecutive       | Raymond D. Little (1900, 1901, 1902) | 3                                  |
| Cele mai multe titluri consecutive       | Beals Wright (1904, 1905, 1906)      | 3                                  |
| Cele mai multe titluri consecutive       | Robert LeRoy (1907, 1908, 1909)      | 3                                  |
| Cele mai multe titluri consecutive       | Bobby Riggs (1936, 1937, 1938)       | 3                                  |
| Cele mai multe finale consecutive        | Bill Talbert (1941–1945)             | 5                                  |
| Cele mai multe meciuri jucate            | Roger Federer                        | 57                                 |
| Cele mai multe meciuri câștigate         | Roger Federer                        | 47                                 |
| Cele mai multe meciuri câștigate la rând | Bobby Riggs                          | 21                                 |
| Cele mai multe ediții jucate             | Roger Federer                        | 17                                 |
| Cel mai tânăr campion                    | Boris Becker                         | 17 ani, 8 luni, 29 de zile (1985)  |
| Cel mai vârstnic campion                 | Ken Rosewall                         | 35 de ani, 8 luni , 19 zile (1970) |

### Simplu feminin
| Cele mai multe titluri             | Ruth Sanders Cordes                    | 5  |
| Cele mai multe titluri             | Clara Louise Zinke                     | 5  |
| Cele mai multe titluri consecutive | May Sutton (1905, 1906, 1907)          | 3  |
| Cele mai multe titluri consecutive | Ruth Sanders Cordes (1920, 1922, 1923) | 3  |
| Cele mai multe titluri consecutive | Clara Louise Zinke (1929, 1930, 1931)  | 3  |
| Cele mai multe finale consecutive  | Clara Louise Zinke (1923–1932)         | 10 |

1. ↑  Titlurile cucerite de Cordes sunt considerate consecutive deoarece ediția din 1921 a fost suspendată.

### Dublu masculin
| Cele mai multe titluri | Daniel Nestor | 5 |
| Cele mai multe titluri | Bob Bryan     | 5 |
| Cele mai multe titluri | Mike Bryan    | 5 |

### Dublu feminin
| Cele mai multe titluri | Clara Louise Zinke | 6 |

### Recorduri generale
- Recorduri indiferent de categoria la care s-au înregistrat (simplu sau dublu):

|                        | Masculin          | Masculin | Feminin            | Feminin |
| ---------------------- | ----------------- | -------- | ------------------ | ------- |
| Cele mai multe titluri | Raymond D. Little | 11       | Clara Louise Zinke | 12      |
| Cele mai multe finale  | Bill Talbert      | 14       | Clara Louise Zinke | 18      |